# 因塞爾山脈
因塞爾山脈（英語：Insel Range）是南極洲的山脈，位於維多利亞地，由威靈頓維多利亞大學的探險隊所命名，該山脈現時由南極條約體系管理。